# The Simpsons (flipperkast)
Dit overzicht is mogelijk incompleet; u kunt helpen door het uit te breiden.
The Simpsons is een flipperkast gebaseerd op het eerste seizoen van de gelijknamige animatieserie.
De flipperkast is gemaakt door Data East Pinball en is uitgebracht in 1990.
Een tweede Simpsons flipperkastspel, The Simpsons Pinball Party (ontworpen door Stern Pinball, de opvolger van Data East Pinball), verscheen in 2003.